# الإسلام والأديان الأخرى
يؤمن المسلمون أن الدين عند الله، منذ الأزل دين واحد، وهو الإسلام، والذي تعدد هو شرائع الأنبياء، حيث يقتبسون من القرآن: ﴿إِنَّ الدِّينَ عِندَ اللّهِ الإِسْلاَمُ﴾، و﴿شَرَعَ لَكُمْ مِنَ الدِّينِ مَا وَصَّى بِهِ نُوحًا وَالَّذِي أَوْحَيْنَا إِلَيْكَ وَمَا وَصَّيْنَا بِهِ إِبْرَاهِيمَ وَمُوسَى وَعِيسَى أَنْ أَقِيمُوا الدِّينَ وَلَا تَتَفَرَّقُوا فِيهِ كَبُرَ عَلَى الْمُشْرِكِينَ مَا تَدْعُوهُمْ إِلَيْهِ اللَّهُ يَجْتَبِي إِلَيْهِ مَنْ يَشَاءُ وَيَهْدِي إِلَيْهِ مَنْ يُنِيبُ ۝١٣﴾ [الشورى:13]، وأن جميع الأنبياء والرسل، كانوا يدعون إلى الإسلام، ولكن تفرقت الأمم من بعدهم.
ويُقسم الإسلام غير المسلمين إلى ثلاثة أقسام: المستأمن وهم الذي أعطاهم الحاكم المسلم الآمان، والمعاهد وهم من تربطهم عهود مع المسلمين مثل أهل الذمة أو الذين يدفعون الجزية وخلافه، والحربي هو الذي ليس بينه وبين المسلمين عهد ولا أمان ولا عقد ذمة. وقد حرّم الإسلام آذية المعاهدين والمستأمنين، يقول النبي محمد: «مَنْ قَتَلَ مُعَاهَدا لَمْ يَرَحْ رَائِحَةَ الجَنَّةِ، وَإِنَّ رِيحَهَا يُوجَدُ مِنْ مَسِيرَةِ أَرْبَعِينَ عَاما».
يعتبر المسلمون الآية ﴿لَا يَنْهَاكُمُ اللَّهُ عَنِ الَّذِينَ لَمْ يُقَاتِلُوكُمْ فِي الدِّينِ وَلَمْ يُخْرِجُوكُم مِّن دِيَارِكُمْ أَن تَبَرُّوهُمْ وَتُقْسِطُوا إِلَيْهِمْ إِنَّ اللَّهَ يُحِبُّ الْمُقْسِطِينَ﴾ والآية﴿لَكُمْ دِينُكُمْ وَلِيَ دِينِ﴾ أساسًا في التعامل مع غير المسلمين. القرآن يحترم الديانة اليهودية والمسيحية باعتبارهم يتبعون ديانات سماوية أخرى. القرآن يؤكد أنه «يقوم بإعادة الديانة السماوية النقية التي أُنزلت على إبراهيم والتي تم تحريفها من قبل اليهود والنصارى» (التحريف قد يعني أكثر من مجرد الفهم الخاطئ للنص، في مراحل متأخرة من التاريخ الإسلامي أصبح مفهوم هذا الشيء هو أن أجزاء من الإنجيل والتوراة تم تأليفها من قبل البشر.)
منح الإسلام لليهود والنصارى الحرية التامة في ممارسة طقوس دينهم وذلك يتجلى في أن رسول الإسلام محمد، قد عاش في مدينة يسكنها يهود ويجاورهم يهود وكان للنبي اتفاقيات وتحالفات مع اليهود بالسلم والمناصرة بيد أن اليهود نقضوا الكثير منها، وهناك شروط على أهل الذمة منها ما جاء في العهدة العمرية،  كالجزية ومنعهم من بناء الكنائس والمعابد وتجديدها وألايظهروا صليبًا ولا يضربوا بالنواقيس إلا ضربا خفيًفا ومنعهم من دعوة الناس إلى دينهم.

## نظرة الإسلام للأديان الأخرى
يؤمن المسلمون أن الدين عند الله، منذ الأزل دين واحد، وهو الإسلام، والذي تعدد هو الشرائع السماوية، حيث يقتبسون من القرآن: ﴿إِنَّ الدِّينَ عِندَ اللّهِ الإِسْلاَمُ﴾، و﴿شَرَعَ لَكُمْ مِنَ الدِّينِ مَا وَصَّى بِهِ نُوحًا وَالَّذِي أَوْحَيْنَا إِلَيْكَ وَمَا وَصَّيْنَا بِهِ إِبْرَاهِيمَ وَمُوسَى وَعِيسَى أَنْ أَقِيمُوا الدِّينَ وَلَا تَتَفَرَّقُوا فِيهِ كَبُرَ عَلَى الْمُشْرِكِينَ مَا تَدْعُوهُمْ إِلَيْهِ اللَّهُ يَجْتَبِي إِلَيْهِ مَنْ يَشَاءُ وَيَهْدِي إِلَيْهِ مَنْ يُنِيبُ ۝١٣﴾ [الشورى:13]، يتضمن القرآن آيات تشير إلى أن الرسل والأنبياء أقروا بأن دينهم الإسلام:
1. نوح: ﴿فَإِنْ تَوَلَّيْتُمْ فَمَا سَأَلْتُكُمْ مِنْ أَجْرٍ إِنْ أَجْرِيَ إِلَّا عَلَى اللَّهِ وَأُمِرْتُ أَنْ أَكُونَ مِنَ الْمُسْلِمِينَ ۝٧٢﴾.[11]
2. إبراهيم: ﴿وَوَصَّى بِهَا إِبْرَاهِيمُ بَنِيهِ وَيَعْقُوبُ يَا بَنِيَّ إِنَّ اللَّهَ اصْطَفَى لَكُمُ الدِّينَ فَلَا تَمُوتُنَّ إِلَّا وَأَنْتُمْ مُسْلِمُونَ ۝١٣٢﴾.[12]
3. يوسف: ﴿رَبِّ قَدْ آتَيْتَنِي مِنَ الْمُلْكِ وَعَلَّمْتَنِي مِنْ تَأْوِيلِ الْأَحَادِيثِ فَاطِرَ السَّمَاوَاتِ وَالْأَرْضِ أَنْتَ وَلِيِّي فِي الدُّنْيَا وَالْآخِرَةِ تَوَفَّنِي مُسْلِمًا وَأَلْحِقْنِي بِالصَّالِحِينَ ۝١٠١﴾.[13]
4. موسى: ﴿وَقَالَ مُوسَى يَا قَوْمِ إِنْ كُنْتُمْ آمَنْتُمْ بِاللَّهِ فَعَلَيْهِ تَوَكَّلُوا إِنْ كُنْتُمْ مُسْلِمِينَ ۝٨٤﴾.[14]
5. عيسى: ﴿فَلَمَّا أَحَسَّ عِيسَى مِنْهُمُ الْكُفْرَ قَالَ مَنْ أَنْصَارِي إِلَى اللَّهِ قَالَ الْحَوَارِيُّونَ نَحْنُ أَنْصَارُ اللَّهِ آمَنَّا بِاللَّهِ وَاشْهَدْ بِأَنَّا مُسْلِمُونَ ۝٥٢﴾.[15]
6. وقال الله، مخاطبا اليهود والنصارى: ﴿يَا أَهْلَ الْكِتَابِ لِمَ تُحَاجُّونَ فِي إِبْرَاهِيمَ وَمَا أُنْزِلَتِ التَّوْرَاةُ وَالْإِنْجِيلُ إِلَّا مِنْ بَعْدِهِ أَفَلَا تَعْقِلُونَ ۝٦٥ هَا أَنْتُمْ هَؤُلَاءِ حَاجَجْتُمْ فِيمَا لَكُمْ بِهِ عِلْمٌ فَلِمَ تُحَاجُّونَ فِيمَا لَيْسَ لَكُمْ بِهِ عِلْمٌ وَاللَّهُ يَعْلَمُ وَأَنْتُمْ لَا تَعْلَمُونَ ۝٦٦ مَا كَانَ إِبْرَاهِيمُ يَهُودِيًّا وَلَا نَصْرَانِيًّا وَلَكِنْ كَانَ حَنِيفًا مُسْلِمًا وَمَا كَانَ مِنَ الْمُشْرِكِينَ ۝٦٧﴾.[16]

كما ويشير القرآن إلى أن الله قال أن دينه واحد: ﴿قُولُوا آمَنَّا بِاللَّهِ وَمَا أُنْزِلَ إِلَيْنَا وَمَا أُنْزِلَ إِلَى إِبْرَاهِيمَ وَإِسْمَاعِيلَ وَإِسْحَاقَ وَيَعْقُوبَ وَالْأَسْبَاطِ وَمَا أُوتِيَ مُوسَى وَعِيسَى وَمَا أُوتِيَ النَّبِيُّونَ مِنْ رَبِّهِمْ لَا نُفَرِّقُ بَيْنَ أَحَدٍ مِنْهُمْ وَنَحْنُ لَهُ مُسْلِمُونَ ۝١٣٦﴾ [البقرة:136]. وأن شريعة الرسول محمد جاءت مكملة ومتممة لكل الشرائع: ﴿اليوم أَكْمَلْتُ لَكُمْ دِينَكُمْ وَأَتْمَمْتُ عَلَيْكُمْ نِعْمَتِي وَرَضِيتُ لَكُمُ الإِسْلاَمَ﴾.
ولهذا يؤمن المسلمون، أن الله لم يبعث بعده نبيًا آخر، لأن الله أكمل به الدين، وأتم به النعمة، ولأنه بعث إلى الناس عامة إلى الجن و‌الإنس، فالله أكمل الدين كله، وأتم النعمة على العباد.
يقول الشيخ بن باز: «فالإسلام هو دين الله لا يقبل من أحد سواه، وهو دين الأنبياء كلهم، هو دين آدم أبينا عليه الصلاة والسلام، وهو دين الأنبياء بعده، دين نوح، و‌إبراهيم، و‌موسى، و‌عيسى، و‌داود، و‌سليمان، و‌إسحاق، و‌يعقوب، و‌يوسف، و‌دين غيرهم من الأنبياء .. وهو دين النبي محمد، الذي بعثه الله به إلى الناس عامة، قال النبي ﷺ: الأنبياء أولاد لعلات دينهم واحد وأمهاتهم شتى، وفي لفظ آخر: الأنبياء إخوة لعلات، دينهم واحد، وأمهاتهم متعددة.»
ويقول شيخ الأزهر أحمد الطيب: أن كلمة الإسلام المذكورة في قوله تعالى "﴿إن الدين عند الله الإسلام﴾"، تعني الدين الإلهي. والنبي إبراهيم بشر بالإسلام، "﴿ربنا واجعلنا مسلمين لك ومن ذريتنا أمة مسلمة لك﴾"، والنبي نوح قال: "﴿وأمرت أن أكون من المسلمين﴾"، والنبي موسى نفس الشيء، حتى النبي عيسى "﴿فَلَمَّا أَحَسَّ عِيسَى مِنْهُمُ الْكُفْرَ قَالَ مَنْ أَنْصَارِي إِلَى اللَّهِ قَالَ الْحَوَارِيُّونَ نَحْنُ أَنْصَارُ اللَّهِ آمَنَّا بِاللَّهِ وَاشْهَدْ بِأَنَّا مُسْلِمُونَ﴾"، كل الأنبياء جاءوا بدين الإسلام، وقالوا نحن مسلمون لله".
وجاء في الحديث النبوي عن أبي هريرة أنَّ النبي قال: (إنَّ مَثَلي ومثلَ الأنبياء منْ قَبلي، كَمَثَلِ رجلٍ بنى بَيْتًا، فأحْسَنَهُ وأجْمَلَهُ، إلا مَوْضعَ لَبِنَةٍ من زاوية، فَجَعَلَ النَّاسُ يَطُوفونَ بِهِ، ويَعْجَبونَ له، ويقُولونَ: هَلَّا وُضِعَتْ هذه اللَّبِنَة؟!)، قال: ((فأنا اللَّبِنَة، وأنا خاتمُ النَّبيِّينَ))؛ رواه الشيخان، واللفظ للبخاري.

## معاملة غير المسلمين في الإسلام
جاء في القرآن: ﴿لَا يَنْهَاكُمُ اللَّهُ عَنِ الَّذِينَ لَمْ يُقَاتِلُوكُمْ فِي الدِّينِ وَلَمْ يُخْرِجُوكُم مِّن دِيَارِكُمْ أَن تَبَرُّوهُمْ وَتُقْسِطُوا إِلَيْهِمْ إِنَّ اللَّهَ يُحِبُّ الْمُقْسِطِينَ﴾، وقوله: ﴿لَكُمْ دِينُكُمْ وَلِيَ دِينِ﴾
وفي الحديث الذي رواه مسلم في صحيحه رقم 2167
عَنْ أَبِي هُرَيْرَةَ، أَنَّ رَسُولَ اللهِ صَلَّى اللهُ عَلَيْهِ وَسَلَّمَ قَالَ: «لَا تَبْدَءُوا الْيَهُودَ وَلَا النَّصَارَى بِالسَّلَامِ، فَإِذَا لَقِيتُمْ أَحَدَهُمْ فِي طَرِيقٍ، فَاضْطَرُّوهُ إِلَى أَضْيَقِهِ».ورواه أيضا البيهقي في السنن الكبرى والترمذي والإمام احمد في مسنده 

## الإسلاموالأديان الإبراهيمية

### الإسلام والمندائية
يؤمن المسلمون بأن دين الصابئة سماوي وفقًا لما جاء في القرآن: ﴿إِنَّ الَّذِينَ آمَنُوا وَالَّذِينَ هَادُوا وَالنَّصَارَىٰ وَالصَّابِئِينَ مَنْ آمَنَ بِاللَّهِ وَالْيَوْمِ الْآخِرِ وَعَمِلَ صَالِحًا فَلَهُمْ أَجْرُهُمْ عِنْدَ رَبِّهِمْ وَلَا خَوْفٌ عَلَيْهِمْ وَلَا هُمْ يَحْزَنُونَ﴾ حيث ذكرت الصابئة ضمن سياق من يحملون صفات الإيمان بالله واليوم الآخر والعمل الصالح وهي معتقدات مشتركة بين الأديان السماوية. 
أما إقرارهم بالجزية خارجا عن جزيرة العرب ذهب أبو حنيفة[ ؟ ] إلى جواز إقرارهم وأخذ الجزية منهم، وقال صاحباه: لا تؤخذ منهم الجزية. وقال المالكية: بجواز إقرارهم وهو قول عند الشافعية وهو المعتمد عند الحنابلة.

### الإسلام والمسيحية

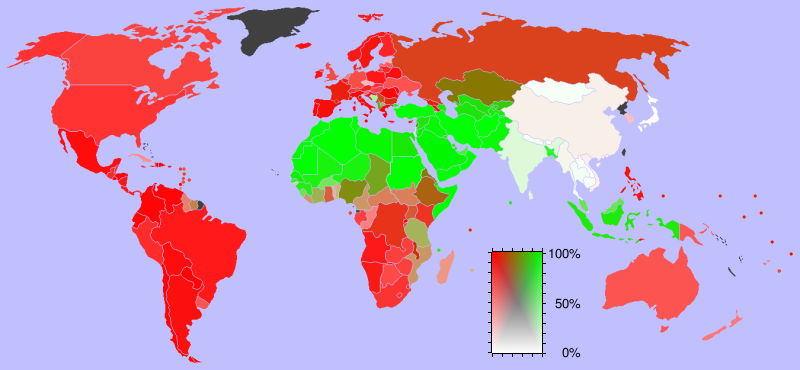
دينا الإسلام (لون أخضر) والمسيحية (لون أحمر) في العالم

المسيحيين -أو كما سموا في القرآن بالنصارى- وفقا للشريعة الإسلامية هم أقرب الناس مودة للمسلمين وعزى القرآن ذلك إلى تعبدهم وعدم استكبارهم حيث ورد في القرآن: ﴿لَتَجِدَنَّ أَشَدَّ النَّاسِ عَدَأوَةً لِلَّذِينَ آمَنُوا الْيَهُودَ وَالَّذِينَ أَشْرَكُوا ۖ وَلَتَجِدَنَّ أَقْرَبَهُمْ مَوَدَّةً لِلَّذِينَ آمَنُوا الَّذِينَ قَالُوا إِنَّا نَصَارَىٰ ۚ ذَٰلِكَ بِأَنَّ مِنْهُمْ قِسِّيسِينَ وَرُهْبَانًا وَأَنَّهُمْ لَا يَسْتَكْبِرُونَ ۝ وَإِذَا سَمِعُوا مَا أُنْزِلَ إِلَى الرَّسُولِ تَرَىٰ أَعْيُنَهُمْ تَفِيضُ مِنَ الدَّمْعِ مِمَّا عَرَفُوا مِنَ الْحَقِّ ۖ يَقُولُونَ رَبَّنَا آمَنَّا فَاكْتُبْنَا مَعَ الشَّاهِدِينَ ۝ وَمَا لَنَا لَا نُؤْمِنُ بِاللَّهِ وَمَا جَاءَنَا مِنَ الْحَقِّ وَنَطْمَعُ أَنْ يُدْخِلَنَا رَبُّنَا مَعَ الْقَوْمِ الصَّالِحِينَ ۝﴾ ومع ذلك ورد في القرآن أن بعضًا منهم متعصبون لدينهم وكارهون للمسلمين كما يقول الله: ﴿وَلَنْ تَرْضَىٰ عَنْكَ الْيَهُودُ وَلَا النَّصَارَىٰ حَتَّىٰ تَتَّبِعَ مِلَّتَهُمْ ۗ قُلْ إِنَّ هُدَى اللَّهِ هُوَ الْهُدَىٰ ۗ وَلَئِنِ اتَّبَعْتَ أَهْوَاءَهُمْ بَعْدَ الَّذِي جَاءَكَ مِنَ الْعِلْمِ ۙ مَا لَكَ مِنَ اللَّهِ مِنْ وَلِيٍّ وَلَا نَصِيرٍ﴾ ويبيح الإسلام للمسلمين مصادقة النصارى والتعامل الحسن معهم من أي نوع وفقا للآية الثانية والثمانون من سورة المائدة ولكن يمنع من إتخاذهم كالأخوة وموالاتهم في الحرب وذلك وفقا للآية الحادية والخمسون من سورة المائدة:﴿يَا أَيُّهَا الَّذِينَ آمَنُوا لَا تَتَّخِذُوا الْيَهُودَ وَالنَّصَارَىٰ أَوْلِيَاءَ ۘ بَعْضُهُمْ أَوْلِيَاءُ بَعْضٍ ۚ وَمَنْ يَتَوَلَّهُمْ مِنْكُمْ فَإِنَّهُ مِنْهُمْ ۗ إِنَّ اللَّهَ لَا يَهْدِي الْقَوْمَ الظَّالِمِينَ﴾ والتي استنبط منها العلماء المسلمون قاعدة الولاء والبراء.

### الإسلام واليهودية

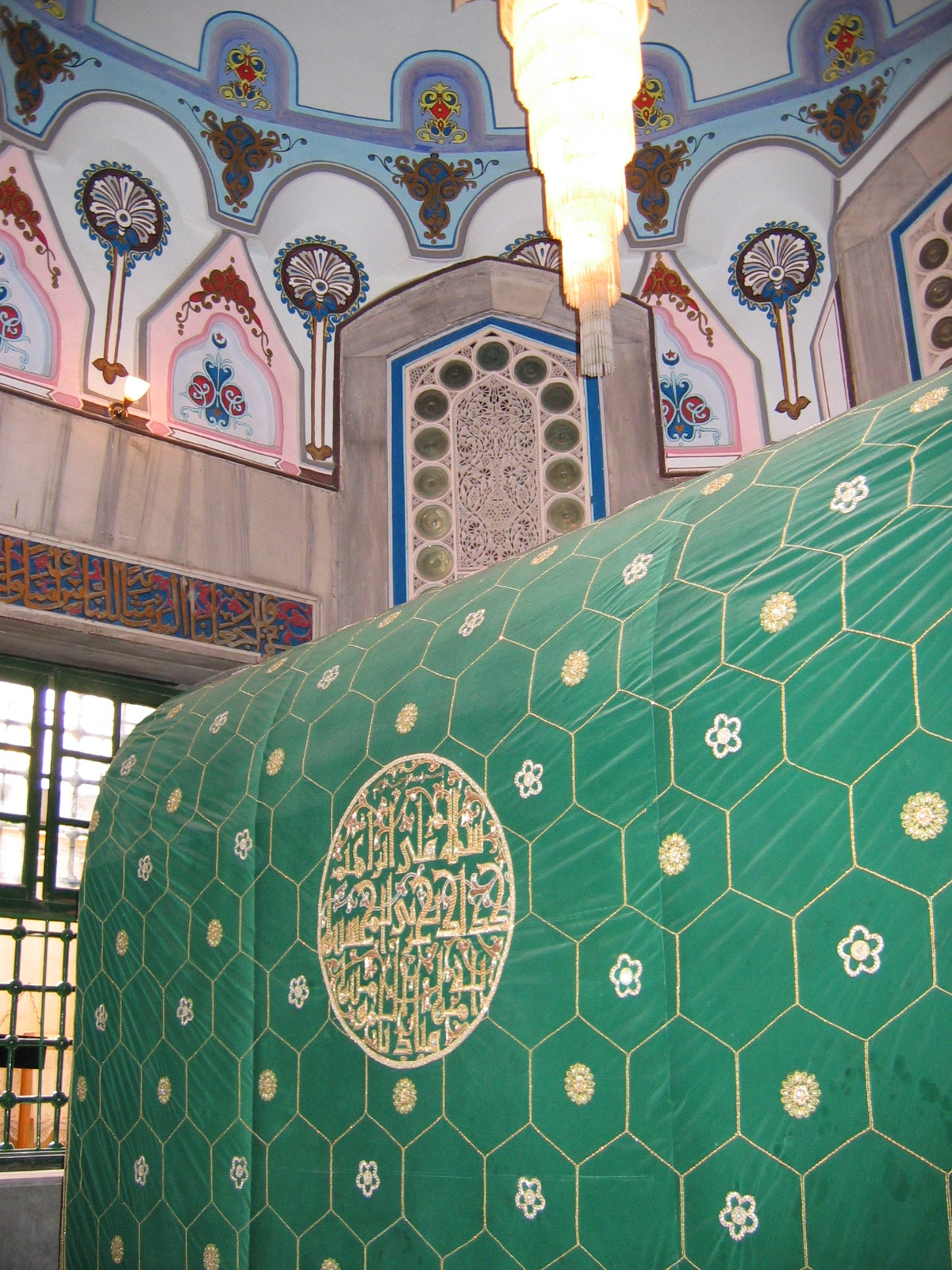
حرم إبراهيم؛ الخليل

يعتبر اليهود في القرآن أعداء للمسلمين بل هم الأشد عدوانا للمسلمين:﴿لَتَجِدَنَّ أَشَدَّ النَّاسِ عَدَاوَةً لِلَّذِينَ آمَنُوا الْيَهُودَ وَالَّذِينَ أَشْرَكُوا ۖ وَلَتَجِدَنَّ أَقْرَبَهُمْ مَوَدَّةً لِلَّذِينَ آمَنُوا الَّذِينَ قَالُوا إِنَّا نَصَارَىٰ ۚ ذَٰلِكَ بِأَنَّ مِنْهُمْ قِسِّيسِينَ وَرُهْبَانًا وَأَنَّهُمْ لَا يَسْتَكْبِرُونَ﴾ ومن السيرة النبوية والتاريخ الإسلامي يتضح ذلك من المواقف التي حصلت مع النبي محمد بن عبد الله صلى الله عليه وسلم ويهود يثرب وجاراتها والتي انتهت بإقصاء ثلاثة مراكز لهم وهم بنو قريظة وبنو النضير وبنو قينقاع، ، وعلى مدى الزمن يتضح العداء الإسلامي لليهود.

## الإسلام والهندوسية

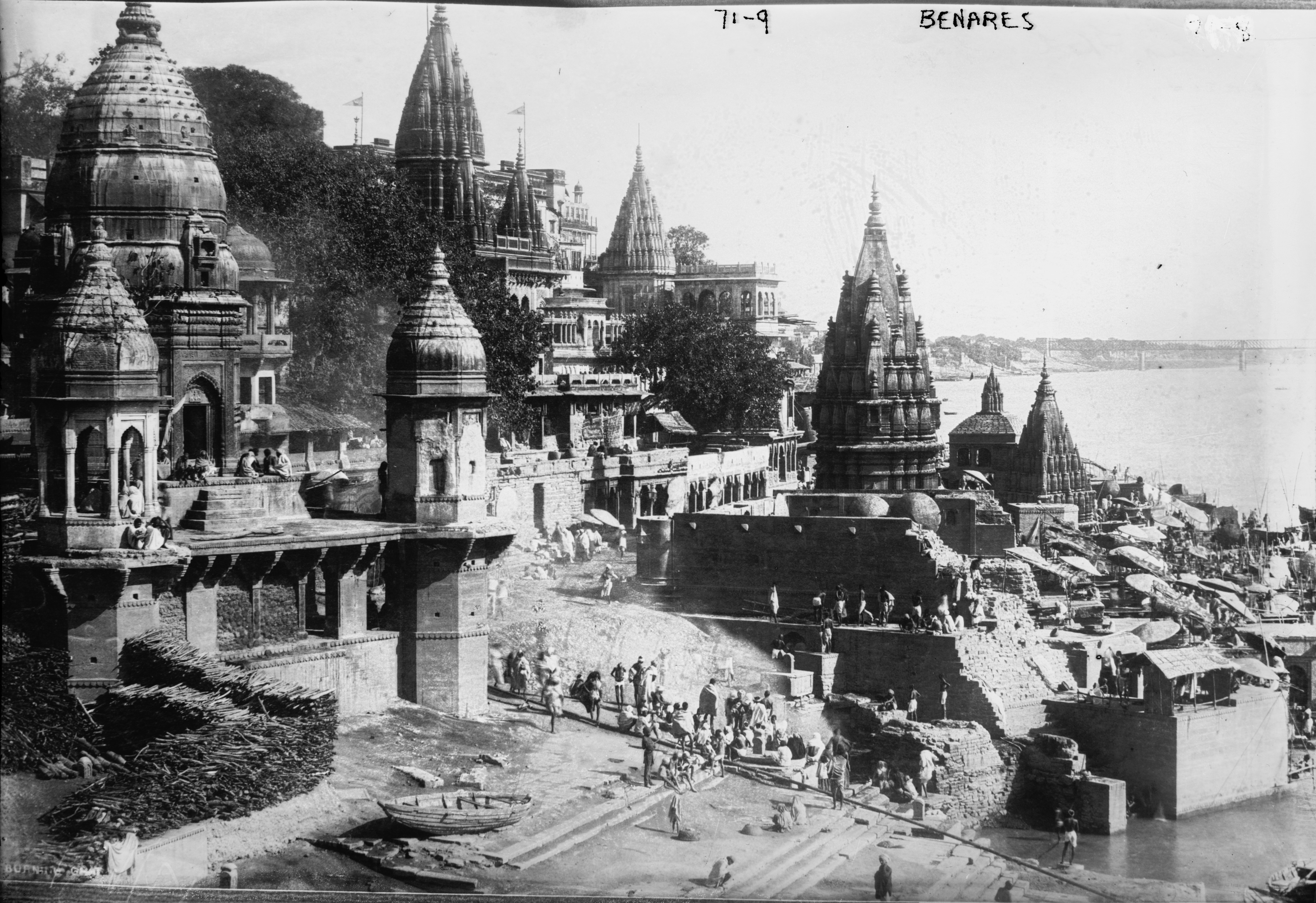
وارانسی بالهند عام 1922

(وَلَقَدْ بَعَثْنَا فِي كُلِّ أُمَّةٍ رَسُولًا أَنِ اعْبُدُوا اللَّهَ وَاجْتَنِبُوا الطَّاغُوتَ ۖ فَمِنْهُمْ مَنْ هَدَى اللَّهُ وَمِنْهُمْ مَنْ حَقَّتْ عَلَيْهِ الضَّلَالَةُ ۚ فَسِيرُوا فِي الْأَرْضِ فَانْظُرُوا كَيْفَ كَانَ عَاقِبَةُ الْمُكَذِّبِينَ)
ويظهر من هذه الأية أنه قد يكون بعث في الحضارات القديمة كالهند رسولاً أو رسلاً من الله يهديهم إليه؛ ومن العلماء من يقول أن بوذا يمكن أن كان نبياً. وهنا يظهر في قوله تعالى أنه كل ما يعبد من غير الله ضلال يهدي إلى النار بما في ذلك من الطاغوت.

## الإسلام والبوذية
البوذية (نسبة إلى غاوتاما بوذا) تعتبر من الديانات الرئيسية في العالم، يتواجد في العالم حوالي 150 مليون إلى 300 مليون شخص من معتنقي هذه الديانة. جرّدت البوذية الكون من مفهوم الخالق الأزلي -مصدر خلاص الجميع-. لا تعارض في البوذية مع فكرة وجود آلهات عدة، إلا أنها رفضت أن تخصص لها مكانة في عقيدتها. وفي البوذية ليس للآلهة يدٌ في خلق الكون، كما لا يمكنها التحكم في مصير الكائنات الحية وترفض البوذية الصلوات والأضاحي التي تخصص لها.[بحاجة لمصدر]
واختلف الفقهاء حول طريقة التعامل معهم، هل يعاملون كما يعامل أهل الكتاب، أم يعاملون معاملة مختلفة.

## رأي غير المسلمين
يرى بعض غير المسلمون بأن كان هناك بعض القيود الاجتماعية والقانونية المفروضة على أهل الذمة، الكثير منها رمزية. أكثر هذه القيود إساءة لأهل الذمة كانت الملابس البارزة التي فرضت عليهم في بغداد مع أنها لم تُذكر في القرآن أو السنة. العنف والعداء الظاهر كان نادراً جداً.
ويدعي برنارد لويس، أنه في ما قبل القرن التاسع عشر، لم يكن أحد يهتم بالتسامح في التعامل مع غير المؤمنين في الإسلام والمسيحية. التعريف المعروف للتسامح كان: «أنا القائد. سوف أمنحك بعض من الحقوق والصلاحيات التي أتمتع بها ولكن ليس كلها، بشرط أن تعيش بحسب القوانين التي أفرضها وأتحكم بها أنا.»  غير أن هذا غير صحيح، فالقائد المسلم يحكم بأحكام الشريعة الإسلامية التي توضح كل الأمور ولا تدع مجالا للتسلط، وإن لم يحكم بها القائد فكل الرعية ستعاني منه ولا يصح التهكم على هذا القائد والخروج عن طاعته بناء على أنه مخالف.
حسب برنارد لويس دائما، في الأصل كان مسموح لليهود والمسيحيين —أهل الكتاب— أن يعيشوا في البلاد الإسلامية باعتبارهم أهل الذمة وكان من المسموح لهم أن «يمارسوا طقوسهم الدينية تحت قيود معينة والتمتُع ببعض الحكم الذاتي لدينهم» ويتم الدفاع عن أمانهم وممتلكاتهم مقابل دفع الجزية (نوع من الضرائب يفرض على الذكور الأحرار) على غير المسلمين، على صعيد آخر يفرض على المسلمين دفع الزكاة وهي نوع من الضرائب أيضاً. يقول برنارد لويس أنه بالرغم من منزلة الذميين المنخفضة في الدول الإسلامية إلا أن حالهم كانت جيدة بالمقارنة مع غير المسيحيين أو حتى المسيحيون من مذاهب غير رسمية في الدول المسيحية القديمة. كان من النادر أن يُعدم أو يُهَجَر ذمّي، أو أن يجبر على ترك دينه. كان أهل الذمة أحرارا في اختيار مساكنهم وأعمالهم التي يكسبون بها رزقهم. أغلب الحالات التي غير فيها ذمي دينه كانت باختياره، ولأسبابه الخاصة. مع ذلك كانت هناك حالات من الإجبار لتغيير الدين في القرن الثاني عشر في شمال أفريقيا، الأندلس والفُرس.، وكلام لويس هذا بعضه صحيح والبعض الآخر فيه نظر.

## اقرأَ أيضًا
- الأندلس
- الاديان السماوية
- الاسلام